# Одна неделя (фильм, 2008)
«Одна неделя» (англ. One Week) — приключенческая драма режиссёра Майкла Макгоуэна, вышедшая в 2008 году.

## Сюжет фильма
Бен Тайлер — среднестатистический канадец, учитель английского языка в школе. Бену был диагностирован рак в тяжелой прогрессирующей форме. Врачи настоятельно рекомендуют начинать лечение немедленно, поскольку заболевание находится в последней, четвёртой стадии. Небольшой шанс на излечение отвергается. Волею случая Бен сталкивается с пожилым мотоциклистом, покупает у него его Нортон 73-го года и решает отправиться в своё последнее путешествие. Невеста Бена разделяет многие его хобби, но к мотоциклам относится как к «наибольшему мужскому безумию».
Бен не решился огорчить семью известием о своей болезни. Отпраздновав 60-летие отца, он все же говорит невесте о раке и желании взять отпуск на два дня, чтобы отправиться в путешествие. Невеста пытается отговорить его от этого шага, аргументируя, что чем дольше он ждет, чтобы начать лечение, тем меньше его шансы на выживание. Не желая «становиться пациентом», возможно, на всю оставшуюся жизнь, он предлагает Саманте поехать с ним.
В конечном счете Бен выезжает из Торонто сам. В определенный момент он решает вернуться домой, но встречает двух парней на велосипедах, которые на спор отправились пересечь всю страну, чтобы выиграть два ящика пива. Подумав, что его путешествие гораздо более интересное, чем спор этих велосипедистов, Бен решает ехать далее. Путешествие длится гораздо больше нежели запланированные два дня.
Пересекая Канаду на мотоцикле Бен находит новых друзей, многое переосмысливает, вспоминает несбывшиеся мечты. А главное понимает, что нельзя найти смысл своей жизни, не научившись сперва свою жизнь ценить.

## В главных ролях
- Джошуа Джексон — Бен Тайлер
- Гейдж Манро — Бен Тайлер в детстве
- Лиэн Балабан — Саманта Пёрс